# シンディー (ものまねタレント)
シンディー（1980年8月5日 - ）は、日本の女性ものまねタレント。SHUプロモーション所属。
山形県酒田市出身。本名、進藤 由香。芸名は本名に由来。

## 来歴・人物
身長154cm、血液型はO型。
専門学校東京ビジュアルアーツ卒業。最初、にしおかすみこの物真似を中心に活動する「にしおかすみっこ」としてデビュー。
にしおかすみっこ時代に日本テレビ『ものまねバトル』でそっくりさん部門のMVPを受賞。後に現芸名・シンディーに改名し、事務所ライブなど各ライブで活動。
ものまねレパートリーは喋りネタを中心にしており 特に黒柳徹子歴はデビュー当初からと長く 昭和から現在までのセリフや仕草等の変化を細かな視点で模写している。
2019年11月18日 配信の「内村さまぁ～ず」のオープニングで さまぁ～ずから「今の徹子さんの喋り！」、
徹子の部屋のパロディでは 内村光良から「徹子さんの回しがうまい」とコメントを受けた。
プライベートでも黒柳徹子へのファンとしての思いは強く「徹子の部屋」の観覧に幾度も応募、ようやく当選し 収録の現場で大感激したというエピソードがある。
現在は麻布十番にあるリトモ・ディ・ブリ・ブリ・ブッスン、avex portalコラム等出演中。
好物はコーヒー。趣味はカメラ、旅行、フットサル。特技は料理。
簿記検定3級、漢字検定2級、調理師免許、普通自動車免許の各資格を所持。
きょうだいは妹が居る。
スポーツ観戦が好きで、Jリーグでは地元のモンテディオ山形のファン。また、プロ野球観戦も好む。
モンチッチが好きで、何度かブログにも登場している。

## 物真似レパートリー
（オフィス・アズワンによるプロフィール、Ritmoによるプロフィール より。）
- デヴィ夫人
- 黒柳徹子
- 仲間由紀恵
- 瀬戸内寂聴
- 松嶋尚美
- 天海祐希
- 高畑淳子
- 木村多江
- 平野レミ
- 高城れに（ももいろクローバーZ）
- 平林都[8]。
- プリンセス天功
など

## 出演

### テレビ
- ものまねバトル（日本テレビ）
- ものまねグランプリ（日本テレビ）『中島美嘉軍団』などで出演[9]
- 爆笑!ものまねウォーズ（TBSテレビ）
- クイズ☆タレント名鑑（TBSテレビ）
- 情報ライブ ミヤネ屋（読売テレビ・日本テレビ系）
- 誰だって波瀾爆笑（日本テレビ）
- 〜あらゆる世界を見学せよ〜 潜入！リアルスコープ（フジテレビ）-2011年2月26日、2011年5月7日-
- news every. 「特集コーナー」出演（日本テレビ） -2012年8月9日-
- パチFUN！（テレビ埼玉他） -2013年7月3日・2013年7月10日-
- ポシュレデパート深夜店（日本テレビ） -不定期出演-
- 日本演芸保護の会 RED LIST（テレビ大阪） -2013年3月21日-
- 森田一義アワー 笑っていいとも!『なりすまし電話 ご本人を探せ！！』コーナー出演（フジテレビ） -2013年10月17日-
- 笑っていいとも!増刊号（フジテレビ） -2013年10月20日-
- おはスタ 『ひなこ姫を起こせ！』コーナー出演（テレビ東京）  -2013年11月6日、2014年3月13日-
- musicる TV @KANSAI（朝日放送） -2013年12月13日-
- 旅ずきんちゃん 〜全日本のほほ〜ん女子会〜（CBCテレビ制作・TBS系列） -2014年5月11日-
- ニノさんSP！！全人類サミット フローレンス・ナイチンゲール役で出演[10]（日本テレビ）  -2014年12月22日-
- コサキン・天海の超発掘!ものまねバラエティー マネもの（フジテレビ） -2015年3月26日、2015年10月9日、2019年6月27日-
- とんねるずのみなさんのおかげでした大爆笑！春の特大2時間半SP博士と助手〜細かすぎて伝わらないモノマネ選手権〜（フジテレビ）　-2015年4月2日-
- 爆笑そっくりものまね紅白歌合戦スペシャル（フジテレビ）　-2015年5月8日、2016年9月2日、2017年1月6日、2017年6月2日、2018年9月21日、2019年5月17日-
- ものまねグランプリ（日本テレビ） -2015年9月22日-
- オトナ養成所 バナナスクール（東海テレビ） -2015年10月27日-
- ものまねグランプリ ザ・トーナメント2015（日本テレビ） -2015年12月15日-
- しゃべくり007 開運もいいけど謝罪もね! ６時間半SP ～1人ものまね選手権～（日本テレビ） -2016年1月1日-
- ものまねグランプリ なるか世代交代!嵐の下克上スペシャル（日本テレビ） -2016年4月5日-
- チャンネルΣ・放送直前!豪華４時間ものまね紅白歌合戦見どころギュギュッと先出しスペシャル!!（フジテレビ）　-2016年8月27日-
- 東京オーディション（仮）（TOKYO MX）　-2016年9月13日-
- 天海祐希・石田ゆり子のスナックあけぼの橋（フジテレビ）　-2016年9月29日-
- とんねるずのみなさんのおかげでした 細かすぎて伝わらない紅白モノマネ王座決定戦２時間半SP（フジテレビ）　-2016年12月22日-
- アレがあるから今がある！（フジテレビ）　-2017年3月28日-
- ブルイズ!モンテディオ 昇格サバイバル!万里一空スペシャル（さくらんぼテレビ）　-2017年7月23日-
- ものまねグランプリ 芸人40組 秋のガチランキングSP（日本テレビ）　-2017年9月26日-
- 極楽とんぼ KAKERU TV　#21（abema TV）　-2017年9月28日-
- ものまねシンディーの山形おすすめナビ（YTS山形テレビ）　-2017年9月29日-
- ウチのガヤがすみません!（日本テレビ）　-2017年11月7日-
- とんねるずのみなさんのおかげでした 歳末爆笑2時間半SP　細かすぎて伝わらないモノマネファイナル（フジテレビ）　-2017年12月21日-
- 売れすぎ家のお買い物（TOKYO MX）　-2018年4月1日-
- ものまねグランプリ 男芸人VS女芸人 怒濤のガチバトルスペシャル（日本テレビ） -2018年5月22日-
- 行列のできる法律相談所　再現VTR出演（日本テレビ）　-2018年7月29日-
- チャンスの時間 #21 (Abema TV)　-2018年9月18日-
- ものまねシンディーとムーンサルト小林の山形おすすめナビ（YTS山形テレビ）　-2018年9月29日ｰ
- ものまねグランプリ 芸人41組 秋のガチランキングSP（日本テレビ） -2018年10月2日-
- 昼ドキ!TV やまがたチョイす（さくらんぼテレビ）　-2018年10月27日ｰ
- ものまねグランプリ 2018 ～ザ・トーナメント～（日本テレビ） -2018年12月18日-
- ノンストップ! 大忘年会SP (フジテレビ) 　-2018年12月28日-
- いろはに千鳥 (テレビ埼玉) 　-2019年1月15日-
- オスカル！はなきんリサーチ ものまね芸人・ホリが選ぶ「面白い女性モノマネ芸人」（テレビ朝日）　-2019年1月19日-
- 1周回って知らない話　再現VTR出演（日本テレビ）　-2019年1月30日-
- ABEMA的ニュースショー (Abema TV)　-2019年7月7日、2019年7月21日、2019年9月1日、2019年11月10日、2019年12月1日、2020年1月12日、2020年1月26日、2020年2月9日、2020年3月15日、2020年3月22日、2020年4月5日、2020年4月12日、2020年4月19日、2020年4月26日、2020年5月10日、2020年5月31日、2020年6月13日、2020年7月12日、2020年8月16日、2020年8月23日、2020年8月30日、2020年9月6日、2020年9月20日、2021年1月3日、2021年8月15日-
- ぽい散歩（テレビ静岡）-2019年9月13日、2019年9月20日、2019年9月27日-
- 内村さまぁ～ず 「内さまと一緒にものまね大喜利を繰り出したいものまね芸人達！」（Amazon プライムビデオ）　-2019年11月18日より配信ｰ
- 7.2 新しい別の窓 ＃21 ｢2019ななにー大運動会｣ (Abema TV)　-2019年12月1日-
- 華丸大吉&千鳥のテッパンいただきます! (カンテレ・フジテレビ) 　-2020年5月5日-
- 金曜日のソロたちへ（NHK総合）-2020年10月9日-
- 金曜日のソロたちへ【もう一度見たいソロスペシャル！貴重映像を一挙に】（NHK総合）-2020年11月6日-
- 有田プレビューブーム ～芸人動画GP（TBS）-2020年11月30日-
- 金曜日のソロたちへ ▽緊急時のソロたちへ･･･【ひとり暮らしの防災】（NHK総合）-2021年3月12日-
- 千鳥のクセがスゴいネタGP (フジテレビ) 　-2021年7月29日-
- 千鳥のクセがスゴいネタGP (フジテレビ) 　-2021年9月23日-
- めざましどようび「キクエがキクヨ！」 (フジテレビ) 　-2021年11月18日-
- 千鳥のクセがスゴいネタGP 2時間SP(フジテレビ) 　-2021年11月18日-
- 千鳥のクセがスゴいネタGP (フジテレビ) 　-2021年11月25日-
- 千鳥のクセがスゴいネタGP (フジテレビ) 　-2021年12月6日-
- 千鳥のクセがスゴいネタGP 2時間SP(フジテレビ) 　-2022年2月24日-
- 千鳥のクセがスゴいネタGP (フジテレビ) 　-2022年3月17日-
- 千鳥のクセがスゴいネタGP 2時間SP(フジテレビ) 　-2022年5月19日-
- 痛快！明石家電視台(MBSテレビ) 　-2022年5月23日-
- 凪咲とザコシ (テレビ朝日) 　-2022年5月31日-
- 凪咲とザコシ (テレビ朝日) 　-2022年6月7日-
- 家事ヤロウ！！！ (テレビ朝日) 　-2022年10月11日-
- ものまねグランプリ（日本テレビ） -2022年10月25日-
- 家事ヤロウ！！！ (テレビ朝日) 　-2022年12月6日-
- ものまねグランプリ ザ・トーナメント2022（日本テレビ） -2022年12月13日-
- ザ・細かすぎて伝わらないモノマネ（フジテレビ） -2022年12月17日-
- 千鳥のクセがスゴいネタGP (フジテレビ) 　-2023年1月19日-
- 千鳥のクセがスゴいネタGP (フジテレビ) 　-2023年4月23日-
- ものまねグランプリ（日本テレビ） -2023年12月12日-
- ザ・細かすぎて伝わらないモノマネ（フジテレビ） -2023年12月16日-
- 中居正広の金曜日のスマイルたちへ（TBSテレビ） -2023年12月29日-
- ダウンタウンのガキの使いやあらへんで！ 山-1グランプリ（日本テレビ） -2024年2月4日-

### ラジオ
- 歌謡サプリ（ミュージックバード）
- ラーシー古賀のバッコン☆ナイトフィーバー（FMヨコハマ）　-2013年2月22日-
- みんなのラヂオ日曜版 思川スペシャル（栃木放送）　-2014年4月27日-
- GOLD RUSH（J-WAVE）　-2014年9月26日-
- 相本芳彦のRadio-i（ラジオたかおか）　-2014年12月26日-
- シンディーのThat's 談 MONDAY（FM76.2MHz ラジオモンスター）　-2016年6月6日～

### 書籍
- 月刊 庄内小僧／株式会社コミュニティ新聞社  シンディーチャンネル ～コラム連載～   -2016年5月号～2020年1月号-

### ライブ／イベント／映像
- ももいろクローバーZ 「ももいろクリスマス 2016 ～真冬のサンサンサマータイム～」 てまきパークお笑いステージ　 -2016年12月23日-
- Furu furu☆pocket 平日定期公演〜星に願いをかけたなら〜　MC出演　-2017年5月25日-
- 第37回 花笠サマーフェスティバル　-2017年8月4日-
- 川崎フロンターレ 対 鹿島アントラーズ フロンパーク内イベント「Are You LADY」 DAY！ ものまねライブ　-2017年8月13日-
- SOLIDEMO LIVE vol.160 〜SOLIDEMO歌謡祭　-2017年8月31日-
- ものまねざんまい 偽ざんまい（山形テルサ）　-2017年9月3日-
- me can juke「ガードレールに口づけて」MV出演　-2018年1月31日-
- 川崎フロンターレ 対 横浜F・マリノス  J1リーグ 第20節 フロンパーク内イベント「Are You LADY」 DAY！ ものまねライブ　-2018年8月5日-
- ヴァンフォーレ甲府 対 アルビレックス新潟  J2リーグ 第37節 ワインガーデンエリアステージ ものまねライブ　-2018年10月13日-
- FC町田ゼルビア 対 モンテディオ山形  J2リーグ 第3節 Z劇場 イベント「ものまね祭り」 -2019年3月10日-
- ももいろクローバーZ 「Momoclo Mania 2019 -ROAD TO 2020- 史上最大のプレ開会式」サテライトパーク TOKOROZAWA Music & Art FES '19　-2019年8月3日-
- ヴァンフォーレ甲府 対 アルビレックス新潟  J2リーグ 第33節 ヴァンくんステージ ものまねライブ　-2019年9月21日-
- ｢モンテディオ山形 2021 キックオフイベント Supported by サントリー｣　-2021年1月17日-
- モンテディオ山形 公式YouTube ライブ配信【ABeam Consulting SPRING CAMP 2021 キャンプだよ！全員集合】-2021年1月25日、2021年1月26日、2021年1月29日、2021年2月4日、2021年2月5日-
- 月刊風男塾 (マンスリーふだんじゅく)2024　1部 シミュレーションライブ「仮想ベストテン」　-2024年1月14日-